# Большой Мыс (Кировская область)
Большой Мыс — деревня в Советском районе Кировской области в составе Кичминского сельского поселения. 

## География
Находится на расстоянии примерно 41 километр по прямой на юг от районного центра города Советск и в 7 километрах на запад от села Кичма.

## История
Известна с 1748 года, где тогда было отмечено 45 душ мужского пола, в 1764 году учтено 79 жителей. В 1873 году учтено здесь дворов 17 и жителей 232, в 1905 25 и 147, в 1926 29 и 141, в 1950 28 и 109 соответственно. В 1989 году проживало 7 человек.

## Население
Постоянное население составляло 4 человека (русские 100%) в 2002 году, 2 в 2010.